# Football Club Saint-Lô Manche
Maillots
Actualités
Le FC Saint-Lô Manche est un club de football français fondé en 1965 et basé à Saint-Lô. Il est né de la fusion de l'Espérance de Saint-Lô et du Stade Saint-Lois.

## Histoire
Le 6 mai 1965, dirigeants et joueurs du Stade Saint-Lois et de l'Espérance entérinent la fusion de leurs deux clubs. Le club du FC Saint-Lô naît le 23 mai 1965 à l'hôtel de Ville.
Au début des années 1960, la section football du Stade Saint-Lois et l'Espérance Saint-Loise ont chacune leur équipe fanion en promotion d'honneur (PH). Les deux clubs partagent d'ailleurs le stade de la Falaise. Le potentiel de chacun est réduit, les moyens sont faibles. Un homme va dynamiser tout cela et être l'instigateur du rapprochement des deux clubs, Raymond L'Hôtellier. Au Stade depuis 1953, il en est la cheville ouvrière. « Nous ne pouvons continuer comme cela, dit-il. Il faut regrouper nos moyens. Nous avons de plus en plus de mal à trouver des bénévoles. Et si nous voulons que nos équipes progressent et que nous puissions accéder à la DH, il nous faut un entraîneur professionnel ». D'où la création du FC, qui voit le jour au printemps 1965.
Jacques Cotelle est le premier entraîneur jusqu'au 27 août 1967 où il s'effondre au cours d'un match amical à Équeurdreville, victime d'une congestion cérébrale. Charles Lamoureux assure quant à lui la présidence pendant dix ans et l'entraîneur Pierre Jamots fait accéder l'équipe fanion en DHR en 1971. Puis Henri Atamaniuk en DH en 1981 et en D4 en 1982. Puis Jean Louis Coustillet en D3 en 1985. Sous l’ère Atamaniuk la réserve passe de la 1ere division de district à la division d'honneur. 
Après de nombreuses saisons en D3 lors des années 1980 et 1990, le club se retrouve en CFA lors de la refonte des championnats amateurs (création du National). Son meilleur classement est 4e en 1997/98.
En janvier 2002, le club inaugure son nouveau stade face à l'Entente Sannois Saint-Gratien (1-1).
Le FC descend une première fois en CFA2 en 2002 et remonte aussitôt à la suite des barrages d'accession des meilleurs deuxièmes de CFA2, après une deuxième partie de championnat incroyable. Le club est de nouveau relégué l'année suivante en 2004. En 2007, après avoir été en tête pendant toute la saison, le club rate sa montée en CFA dans les deux dernières journées, terminant deuxième du groupe. L'année suivante, le club finit 13e de CFA2 et doit jouer un barrage de maintien face à l'AS Choisy-le-Roi. La défaite aux pénalties oblige le club à une saison en Division d'honneur. La saison 2008-2009 en DH est difficile malgré un effectif stable, néanmoins le club est champion.
Cruel retour à la case départ DH au terme d'une terne saison en CFA2 en 2009-2010, et le départ de l'entraîneur Olivier Joba après quinze années à la tête du club,. Stéphane Chapalain, ancien capitaine du club, est nommé en juin 2010 nouvel entraineur. En juin 2015, Laurent Lesgent lui succède à la tête de l'équipe fanion. Après de bons débuts, les Manchois s'écroulent et enchaînent plusieurs mois sans la moindre victoire. Le coach ne termine pas la saison et le club descend de nouveau en DH en se classant dernier de CFA2. À l'issue de cette saison, Nicolas Fautrat est nommé entraîneur. Stéphane Chapalain est licencié.
Lors de la saison 2016/2017, le FC Saint-Lô remonte en National 3 grâce à la refonte des championnats en finissant troisième de sa poule. Le club s'arrête en demi-finale de la Coupe de Basse-Normandie. L'équipe réserve accède elle aussi au niveau supérieur en terminant 2e de DHR.
Les saisons 2017/2018 et 2018/2019 permettent au club de s'installer dans cette nouvelle N3 en terminant deux fois 4e. Le tout agrémenté par deux bons parcours en coupe de France avec notamment un 16e de finale contre les Herbiers en janvier 2018. Lors de la seconde saison, la réserve accède au niveau R1 sous la houlette de Matthieu Chevreau. À l'issue de cette saison 2018-2019, le président annonce un changement d'entraîneur avec un nouveau binôme à la tête de l'équipe fanion, Mickaël Derouet et Yann Mesnil Letellier. Après deux saisons marquées par la crise sanitaire liée à la COVID-19, le club prend une nouvelle orientation en nommant Matthieu Chevreau à la tête de l'équipe fanion. L'année suivante, Mathias Restout est nommé entraîneur, et valide le maintien du club en N3 à la dernière journée. En juin 2023, Djilalli Bekkar devient le nouvel entraîneur du FC Saint-Lô.

## Résultats sportifs

### Palmarès
- Coupe de Basse-Normandie : en 1991 et en 2009

### Coupe de France
Parcours détaillé en Coupe de France :
- 1989-1990 : 16e de finale, éliminé par les Girondins de Bordeaux (8-0) au stade de Venoix à Caen devant 10 000 spectateurs. Auparavant, Saint-Lô avait éliminé Niort qui évoluait en D2 aux tirs au but 11 à 10. Le dernier penalty est tiré par le plus jeune joueur sur la pelouse, Stéphane Martin, qui surprend les 2 500 supporters niortais.
- 1994-1995 : élimination en 32e de finale aux tirs au but par Mulhouse. Dernier tir au but arrêté par le gardien remplaçant (un joueur de champ) sur une frappe d'Olivier Joba.
- 1995-1996 : les Saint-Lois ne chutent qu’en 32e de finale contre le SCO Angers (Division 2) sur le score de 3 buts à 1.
- 1996-1997 : parcours épique avant une élimination en 16e de finale au Stade Michel-d'Ornano contre le SM Caen, évoluant en Ligue 1, sur le score de 2-1 après prolongation. Auparavant, l’équipe avait écarté Cherbourg (National), Angers (National), et en 32e le leader de Ligue 2, Châteauroux, aux tirs au but.
- 1997-1998 : au 7e tour, le club s’envole vers la Guadeloupe pendant une semaine pour affronter le Phare de Petit-Canal. Victoire dans la douleur 3-1. Élimination en 32e de finale à Boulogne-sur-Mer 2-0.
- 2001-2002 : élimination au 8e tour par Le Mans, avec dans ses rangs un certain Didier Drogba.
- 2002-2003 : élimination au 8e tour par une nouvelle fois Le Mans, en tête de Ligue 2 sur le score de 5-2.
- 2003-2004 : élimination au 8e tour sur le terrain de Brest (National), qui figure en tête avec un certain Franck Ribéry.
- 2005-2006 : 32e de finale : Ajaccio (Ligue 1), entraîné par Rolland Courbis, vient s’imposer au stade Louis-Villemer 2-0, devant plus de 4 000 spectateurs.
- 2006-2007 : le club s'arrête en 32e de finale de la compétition, battu 4-1 après avoir mené très longtemps 1-0 face au Montpellier de Louis Nicollin (Ligue 2). C'est la fin d'un parcours remarquable qui aura vu les Saint-Lois éliminer Tours (Ligue 2) et Pacy (CFA).
- 2015-2016 : élimination au 7e tour par l'US Sainte-Marienne (Réunion) 2-0.
- 2017-2018 : après avoir éliminé Saint-Pair-sur-Mer, Thaon, Tourlaville et Troarn en phase régionale, le club part en Guadeloupe pour le 7e tour affronter L'Étoile de Morne-à-l'Eau, qu'il élimine 4-1. Au 8e tour, Saint-Lô élimine l'US Changé (N3) aux tirs au but [6] et Aubervilliers (N3) en 32e, encore aux tirs au but. En 16e de finale, Saint-Lô reçoit Les Herbiers (National) devant 3 000 spectateurs au stade Louis-Villemer pour une défaite 2-1.
- 2018-2019 : après avoir éliminé Évreux (N3) sur sa pelouse au 6e tour, Saint-Lô s'incline à domicile face à l'AS Vitré (N2) 1-0.
- 2019-2020 : élimination au 5e tour par l'AF Vire (N3) 1-3.
- 2020-2021 : élimination au 6e tour par l'AF Vire (N3) 4-2.
- 2021-2022 : élimination au 7e tour par le Stade briochin (N) 2-1.
- 2022-2023 : élimination au 4e tour par l'AG Caen (N3) 1-1 aux tirs au but.
- 2023-2024 : élimination au 5e tour par l'AS Villers-Houlgate (N3) 3-2.

## Identité

### Historique des logos

1989-2003
2003-2014
2014-2024
Depuis 2024

## Personnalités

### Effectif
Gardien : Xavier Gallien, Théo Guy

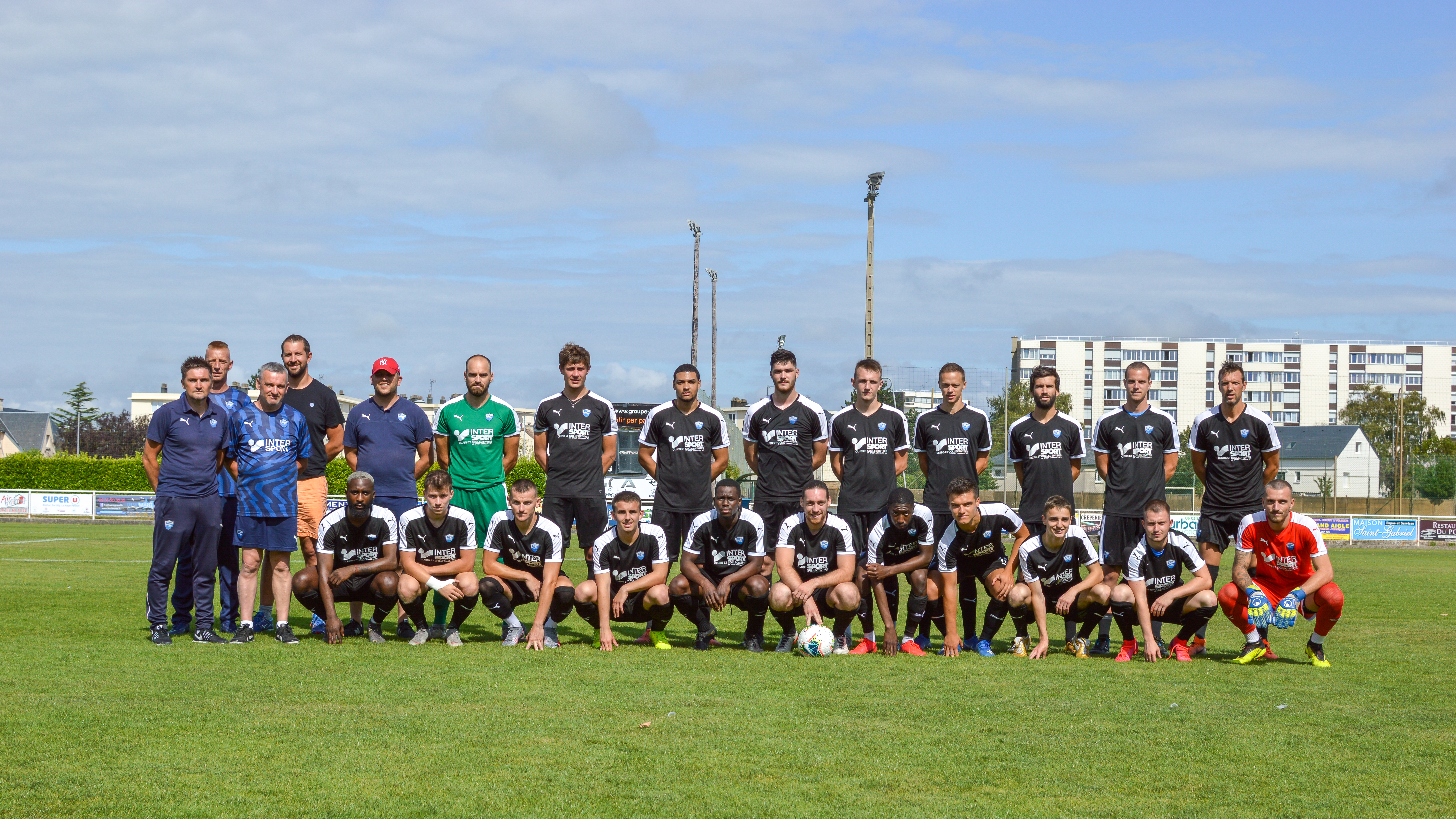

Défenseurs : Florian Bresteau, Johan Cangini, Tom Coyac, Édouard Gosselin, Lucas Monrocq, Stanislas N'Tsikassissa, Kamil Ouraghi.
Milieux : Simon Delafosse, Maxence Guerreiro, Bastien Lebarbey, Maxence Leblondel, Quentin Le Bedel, Alexandre Marie, Dylan Prodhomme, Henri Saunié, Célestin Simonin, Isaak Tchimbakala.
Attaquants : Baptiste Fleury, Lassiné Fofana, Godfried Kitenge, Tony Lambard, Clément Merlino, Ahmed Traoré.

### Présidents
- 1965 à 1974 : Charles Lamoureux
- 1975 à 1985 : Louis Villemer
- 1985 à 1986 : Alain Jourdan
- 1987 à 1990 : Pierre Leresteux
- 1990 à 1995 : Philippe Levavasseur
- 1995 à 2005 : Dominique Demouy
- 2006 à juin 2011 : Luc Marie
- juin 2011 au 31 décembre 2015[7] : Dominique Demouy
- De janvier 2016 à mai 2025: Thibault Deslandes
- Depuis mai 2025 : Denis Lavalley

### Entraîneurs
- 1965-août 1967 : Jacques Cotelle (décédé sur le terrain)
- 1967-1969 :  Alain Hulot
- 1969-1970 :  Marcel Gouret
- 1970-1971 :  Pierre Jamot
- 1971-1972 : Herve Laignel
- 1972-1973 :  jacques Secher
- 1973- 1975 :  Jean Claude Martin
- 1976-1984 :  Henri Atamaniuk
- 1984-1988 :  Jean-Louis Coustillet
- 1988-1990 :  Alain Merchadier
- 1990-1991 :  Bruno Baronchelli
- 1995-2010 :  Olivier Joba
- 2010-2015 :  Stéphane Chapalain
- 2015-mai 2016 :  Laurent Lesgent
- Mai 2016-juin 2016 :  Stéphane Chapalain (intérim puis licenciement)
- Juin 2016-2019 :  Nicolas Fautrat
- Juin 2019-2021:  Mickaël Derouet et Yann Mesnil-Letellier
- Juin 2021-2022 :  Matthieu Chevreau
- Juin 2022-2023 :  Mathias Restout
- 2023-2024 :  Djilalli Bekkar
- 2024-2025 :  Guillaume Maillot
- depuis 2025 :  Pierre Asselin

### Anciens joueurs
Le FC Saint-Lô Manche a vu passer sous ses couleurs le Guadeloupéen David Sommeil qui y a fait ses premiers pas footballistiques en métropole.
Après trois saisons, il est recruté par le Stade Malherbe de Caen, alors en Ligue 1 (1re division à l'époque). Il y joue de 1993 à 1998.
Roland Guéla, Mickaël Barré, Stéphane Martin, Papé Fall font partie des anciens très bons joueurs du club, ainsi que Stéphane Chaplain qui fut joueur puis entraîneur.
Un autre joueur apprécié par les supporters du FC Saint-Lô est Thomas Vauvy qui commença sa carrière à ES Coutances de 2002 à 2003. Il est recruté par le FC Saint-Lô Manche lors de la saison 2003-2004, ce qui lui permet de jouer en CFA (4e division). Puis après une relégation la saison suivante, il évolue trois saisons en CFA 2 (5e division) avec le FC Saint-Lô. Il est repéré puis recruté par le Stade-Lavallois où il évolue en championnat de National. 
Puis il décide de revenir dans le club qui l'a fait connaître lors de la saison 2016-2017, malgré le fait que le FC Saint-Lô venait de descendre en DH (Régional 1 aujourd'hui). Il fait une saison exceptionnelle qui lui permet d'occuper un rôle de leader auprès des supporters. Le FC Saint-Lô retrouve aussitôt la National 3 et il quitte la club lors de la saison 2020-2021. 
Après un passage au FC Agon-Coutainville (R3), Thomas Vauvy revient un an au FC Saint-Lô, ce sera lui qui inscrira le but victorieux du match contre l'ESM Gonfreville-l'Orcher à la dernière journée, offrant le maintien in extremis du club en National 3.